# NGC 3569
NGC 3569 ist eine linsenförmige Galaxie vom Hubble-Typ S0 im Sternbild Großer Bär am Nordsternhimmel. Sie ist schätzungsweise 333 Millionen Lichtjahre von der Milchstraße entfernt.
Das Objekt wurde am 27. April 1864 von Heinrich d’Arrest entdeckt.